# خسوس تمیرو بنابنته
خسوس تمیرو بنابنته (انگلیسی: Jesús Tomillero؛ زادهٔ ۲۴ دسامبر ۱۹۹۴) داور فوتبال اهل اسپانیا است. او نخستین داور فوتبال اهل اسپانیا است که به عنوان یک همجنسگرا آشکارسازی کرد. او در دروان فعالیت حرفه‌ای خود مورد آزار و اذیت قرار گرفت، به طوری که گاهی نیاز به پلیس محافظ ایجاد شد. در همین راستا او بنیاد رخا دیرکتا را تأسیس کرد که با همجنسگراهراسی در ورزش مبارزه می‌کند.